# 篮蓟属
篮蓟属（学名：Echium），或稱藍薊屬，是紫草科下的一个属，为草本或亚灌木植物。该属共有约40种，分布于地中海区和欧洲。